# Rafał Buszek

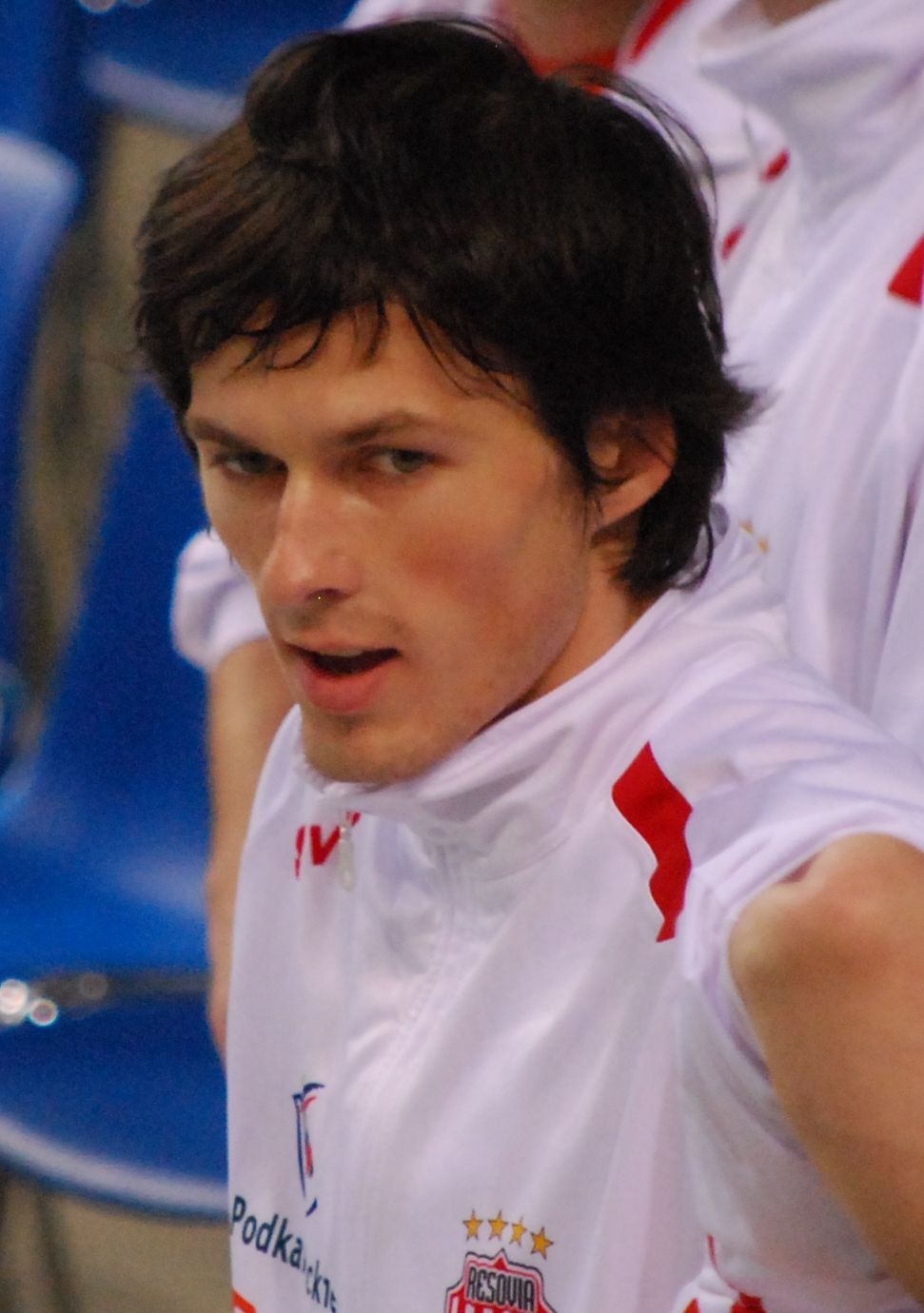
Rafał Buszek zawodnikiem Asseco Resovii Rzeszów w sezonie 2010/2011

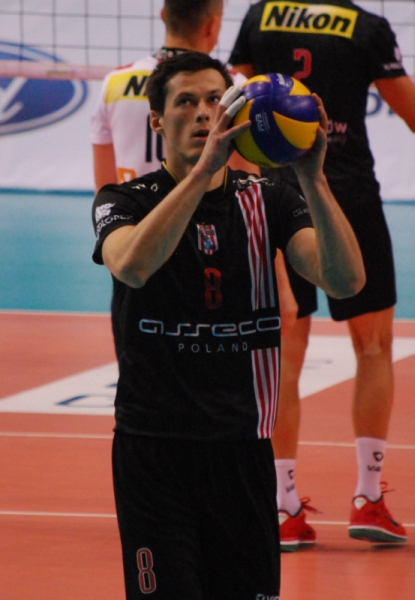
Rafał Buszek zawodnikiem Asseco Resovii Rzeszów w sezonie 2012/2013

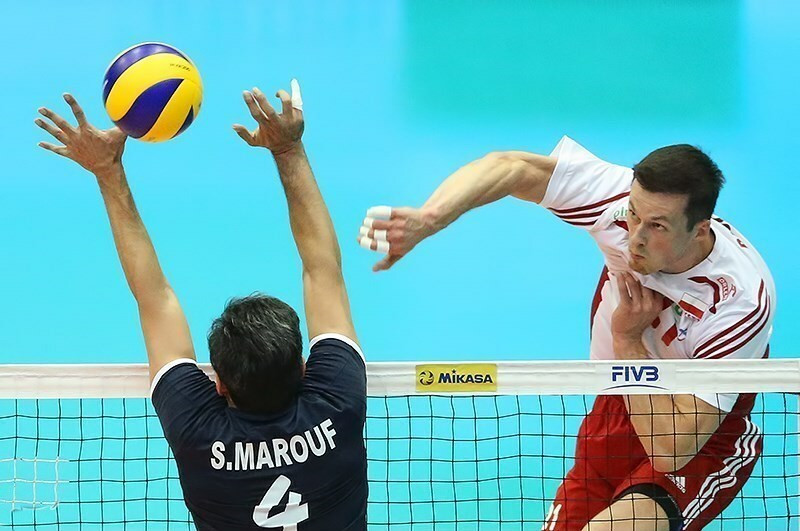
Rafał Buszek podczas ataku w meczu z reprezentacją Iranu w Lidze Światowej 2014

Rafał Piotr Buszek (ur. 28 kwietnia 1987 w Dębicy) – polski siatkarz, grający na pozycji atakującego, a od 7. kolejki PlusLigi w sezonie 2008/2009 do sezonu 2023/2024 jako przyjmujący. Natomiast w sezonie 2024/2025 będzie pełnił rolę libero na boisku.
21 września 2014, wraz z reprezentacją Polski, wywalczył złoty medal Mistrzostw Świata 2014.
W 2014 został odznaczony Złotym Krzyżem Zasługi.
W reprezentacji Polski rozegrał 90 meczów (stan na 17.08.2016 r.)

## Kariera klubowa
| Kariera piłkarska | Kariera piłkarska               | Kariera piłkarska | Kariera piłkarska | Kariera piłkarska | Kariera piłkarska | Kariera piłkarska | Kariera piłkarska | Kariera piłkarska | Kariera piłkarska | Kariera piłkarska |
| ----------------- | ------------------------------- | ----------------- | ----------------- | ----------------- | ----------------- | ----------------- | ----------------- | ----------------- | ----------------- | ----------------- |
| Lata              | Klub                            |                   |                   |                   |                   |                   |                   |                   |                   |                   |
|                   | Bodzos Podgrodzie (piłka nożna) |                   |                   |                   |                   |                   |                   |                   |                   |                   |
| Kariera juniorska |                                 |                   |                   |                   |                   |                   |                   |                   |                   |                   |
| Lata              | Klub                            |                   |                   |                   |                   |                   |                   |                   |                   |                   |
| 2002–2007         | Błękitni Ropczyce               |                   |                   |                   |                   |                   |                   |                   |                   |                   |
| Kariera seniorska |                                 |                   |                   |                   |                   |                   |                   |                   |                   |                   |
| Lata              | Klub                            |                   |                   |                   |                   |                   |                   |                   |                   |                   |
| 2007–2010         | AZS Politechnika Warszawska     |                   |                   |                   |                   |                   |                   |                   |                   |                   |
| 2010–2011         | Asseco Resovia Rzeszów          |                   |                   |                   |                   |                   |                   |                   |                   |                   |
| 2011–2012         | Fart Kielce                     |                   |                   |                   |                   |                   |                   |                   |                   |                   |
| 2012–2013         | Asseco Resovia Rzeszów          |                   |                   |                   |                   |                   |                   |                   |                   |                   |
| 2013–2014         | Indykpol AZS Olsztyn            |                   |                   |                   |                   |                   |                   |                   |                   |                   |
| 2014–2015         | Asseco Resovia Rzeszów          |                   |                   |                   |                   |                   |                   |                   |                   |                   |
| 2015–2018         | ZAKSA Kędzierzyn-Koźle          |                   |                   |                   |                   |                   |                   |                   |                   |                   |
| 2018–2022         | Asseco Resovia Rzeszów          |                   |                   |                   |                   |                   |                   |                   |                   |                   |
| 2022–2023         | PSG Stal Nysa                   |                   |                   |                   |                   |                   |                   |                   |                   |                   |
| 2023–2024         | Cerrad Enea Czarni Radom        |                   |                   |                   |                   |                   |                   |                   |                   |                   |
| 2024–2025         | PGE GiEK Skra Bełchatów         |                   |                   |                   |                   |                   |                   |                   |                   |                   |
| 2025–             | Feniks Heron Przeworsk          |                   |                   |                   |                   |                   |                   |                   |                   |                   |
| Kariera trenerska |                                 |                   |                   |                   |                   |                   |                   |                   |                   |                   |
| Lata              | Klub                            |                   |                   |                   |                   |                   |                   |                   |                   |                   |
| 2025–             | Feniks Heron Przeworsk          |                   |                   |                   |                   |                   |                   |                   |                   |                   |

## Sukcesy klubowe
Mistrzostwo Polski:
- 2013, 2015, 2016, 2017
- 2018
- 2011

Liga Mistrzów:
- 2015

Puchar Polski:
- 2017

## Sukcesy reprezentacyjne
Mistrzostwa Świata:
- 2014

Puchar Świata:
- 2015